# Novakovec Bisaški
 Novakovec Bisaški  falu Horvátországban Zágráb megyében. Közigazgatásilag Szentivánzelinához tartozik.

## Fekvése
Zágrábtól 32 km-re északkeletre, községközpontjától  6 km-re északra fekszik.

## Története
1857-ben 27, 1910-ben 40 lakosa volt. Trianonig Zágráb vármegye Szentivánzelinai járásához tartozott. 2001-ben 23 lakosa volt.

## Lakosság
| Lakosság változása | Lakosság változása | Lakosság változása | Lakosság változása | Lakosság változása | Lakosság változása | Lakosság változása | Lakosság változása | Lakosság változása | Lakosság változása | Lakosság változása | Lakosság változása | Lakosság változása | Lakosság változása | Lakosság változása |
| ------------------ | ------------------ | ------------------ | ------------------ | ------------------ | ------------------ | ------------------ | ------------------ | ------------------ | ------------------ | ------------------ | ------------------ | ------------------ | ------------------ | ------------------ |
| 1857               | 1869               | 1880               | 1890               | 1900               | 1910               | 1921               | 1931               | 1948               | 1953               | 1961               | 1971               | 1981               | 1991               | 2001               |
| 27                 | 40                 | 47                 | 24                 | 41                 | 40                 | 30                 | 39                 | 34                 | 33                 | 23                 | 30                 | 24                 | 21                 | 23                 |

## Külső hivatkozások
Szentivánzelina község hivatalos oldala